# 進化分類学
進化分類学（しんかぶんるいがく）は分類学における1つの立場であり、生物を系統関係（進化の道筋）と表現型の類似性との両方に基づいて分類する考え方である。
伝統的な分類学では生物を表現型の類似に基づいて分類している。これは、原始的な進化段階にある生物に共通の形質＝共有原始形質を持つ一群（系統樹で表現すれば、系統樹の枝の根元のあたりの塊）をまとめて1つのタクソン（側系統群 Paraphyletic group）とし、そこから出た共有派生形質を持つ（ひときわ抜きん出た）一群をまた別のタクソン（単系統群 Monophyletic group）とする。一方、分岐分類学は側系統群を認めず、表現型の類似性が完全に無視される。よく知られた例として、爬虫類と鳥類の分類がある。鳥類は爬虫類の中の1つの単系統群であり、分岐分類学では鳥類と爬虫類を排他的なタクソンとして扱うことができず、この分類は人間の直観と反する。
進化分類学は系統樹における枝分かれのパターンを考慮する（類縁関係が離れた枝を1つにまとめることはしない）一方で、伝統的な表現型の類似性による分け方も認めている。したがって側系統群をタクソンとして容認する。
しかし分岐分類学からの伝統的な分類学への批判、「派生形質を恣意的に選ぶことになる」および進化に関する「単純なものから複雑なものへ進歩する」という古典的誤解も助長しかねないという問題は残り続ける。
進化分類学の用語法で言えば、「側系統群はすべて、ある共通祖先の子孫だという意味で単系統群でもあるが、ただ完系統群（Holophyletic group：これは分岐分類学の用語法でいう単系統群）ではない」ということになる。
なお日本語では、進化分類学的な考え方を系統分類学と呼ぶことも多いが、分岐分類学のことを系統分類学（Phylogenetic taxonomy）ともいうので注意が必要である。